# Ephesia aestimobilis
Ephesia aestimobilis är en fjärilsart som beskrevs av Otto Staudinger 1891. Ephesia aestimobilis ingår i släktet Ephesia och familjen nattflyn. Inga underarter finns listade i Catalogue of Life.